# Малка (река)
Ма́лка (кабард.-черк. Балъкъ, карач.-балк. Балыкъ суу — «рыбная река»; в верховье Кызылкол) — река в России. Главный левый приток Терека. Бо́льшая часть реки протекает по территории Кабардино-Балкарии, небольшой участок в нижнем течении образует границу со Ставропольским краем. Длина — 210 км, площадь водосборного бассейна — 10 тысяч км².

## География

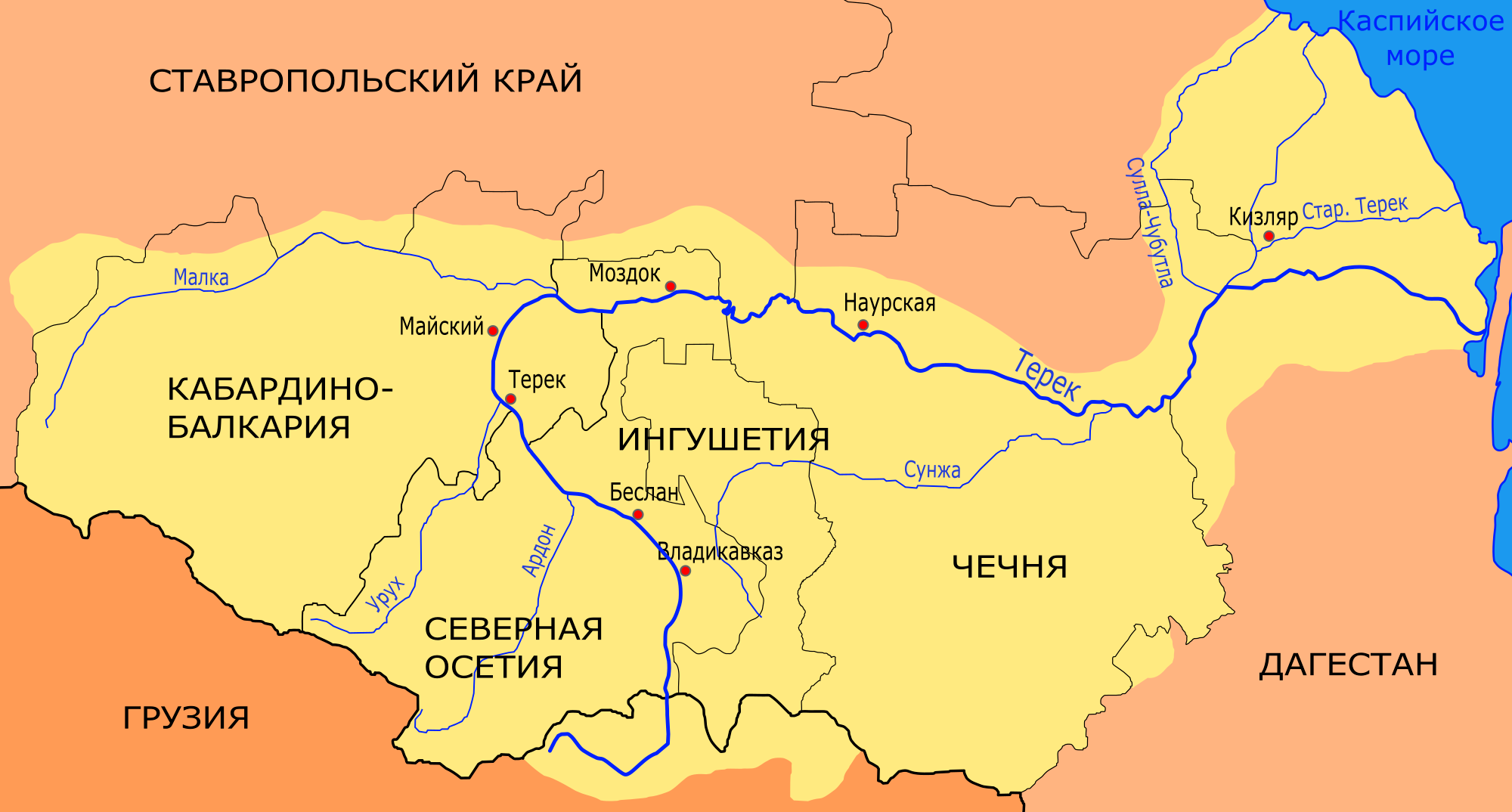
Малка на карте бассейна Терека

Истоки Малки находятся на северных склонах Эльбруса. С ледников Уллу-чиран, Кара-чаул, Уллу-кол, Микель-чиран, Кынгыр-сырт, Чунгур-чат-чиран стекают небольшие речки Кызыл-кол, Бирджалы-су (см. Джилы-Су), Сылтран-Тары-су, Каракая-су и другие безымянные ручьи, которые, сливаясь вместе в районе перевала Кая-эшик, образуют реку Малку. На этом участке выходят на поверхность скальные породы, поэтому ложе реки ступенчатое с четырьмя водопадами высотой от 20 до 40 м.
В верховьях Малка — бурная горная река, принимающая множество притоков (26), среди которых наиболее крупными являются Мушта и Кичмалка — левые и Шаукол — правый. Выходя на равнину в 65 километрах от устья, Малка, сохраняя общее направление течения на восток, протекает по северной части республики и впадает в Терек недалеко от станицы Екатериноградской. На равнине значительная часть воды (16 % стока) идет на орошение полей Прохладненского района Кабардино-Балкарии, Ставрополья и Северной Осетии. К югу от города Прохладного, примерно на расстоянии 20 км до устья, Малка принимает свой главный правый приток — Баксан. Площадь водосбора Баксана — более половины площади водосбора Малки, расход воды около 85 % стока Малки.

## Гидрология
Питание смешанное, с преобладанием ледникового. Паводки в тёплое время. Средний расход в 28 км от устья 97,8 м³/с. Ледостав неустойчив; замерзает в нижнем течении от 3 суток до 2 месяцев.

## Населённые пункты на реке

Хабаз

По алфавиту: Екатериноградская, Каменномостское, Камлюково, Карагач, Крупско-Ульяновский, Куба, Лесное, Малка, Марьинская, Ново-Покровский, Прималкинское, Приречное, Пришибо-Малкинское, Прогресс, Прохладный, Псыхурей, Сармаково, Солдатская, Старопавловская, Хабаз, Янтарное.